# Río Gallegos Chico
El río Gallegos Chico es un curso natural de agua que nace al norte del estrecho de Magallanes, en la Región de Magallanes, Chile, y fluye con dirección general norte hasta cruzar la frontera hacia la provincia de Santa Cruz, Argentina, donde desemboca en el río Gallegos.

## Trayecto
El río nace en las laderas del cerro La Pelecha, desde donde se dirige primero al SE para luego revertir hacia el NE por 30 km donde sigue hacia el norte por 20 km, 14 km hacia el ENE completando alrededor de 70 km antes de desembocar en el río principal.: 605–606 

## Caudal y régimen
El río tiene un régimen predominantemente pluvial a pluvio-nival, con máximos caudales habitualmente en el otoño. A diferencia del río El Zurdo, esta cuenca, ubicada más al oriente, presenta una mayor ocurrencia de cursos tributarios transitorios así como un menor aporte estacional de aguas, particularmente hacia finales de invierno y comienzo de la primavera.
Su caudal representativo anual es 0,7 m³/s con extremos documentados entre 0,3 y 1,3 m³/s y se han medido extremos de hasta 2 m³/s.: 155 

## Historia
Luis Risopatrón escribió en 1924 sobre el río:: 347 
Gallegos Chico (Río). nace en una vega, corre hacia el norte con poco caudal, en el fondo de un pequeño valle abundante en pastos que se angosta considerablemente cuando toca la región de basalto, cruza la línea de límites con la Arjentina i se vacía en el río Gallegos.